# Kardinal (katolske kirke)
 For alternative betydninger, se kardinal. (Se også artikler, som begynder med kardinal)
Kardinal (af latin cardinalis: fornemst, vigtigst) er i den romersk-katolske kirke den fornemste gejstlige titel. Kardinalerne udnævnes alene af paven og vælger ved pavens død den nye pave. Kardinaler er typisk ærkebiskopper i forskellige dele af verden eller medlemmer af kurien, som er den pavelige regering i Vatikanstaten. Kuriekardinalerne bor i Rom, mens bispedømmekardinalerne typisk bor i deres stift, spredt over hele verden. Kardinalerne kendetegnes ved rød dragt og kalot.
Pr. 2025 er der i alt 141 kardinaler. Det er kun kardinaler under 80 år, der kan deltage i pavevalget, og antallet af disse må maksimalt være 120. Paven udnævner typisk en række kardinaler en gang hvert andet år. Pave Frans udnævnte således 21 nye kardinaler i oktober 2024.

## Historie
Oprindelig udjgordes kardinalkollegiet af præsterne ved Roms vigtigste kirker samt de nærmeste biskopper og byen Roms diakoner. Et sådant kardinalkollegium eksisterede under pave Stefan 3. i 700-tallet. Fra 1000-tallet begyndte paverne at udnævne bisper og ind imellem endda lægmænd til titulære presbytere og diakoner ved Roms kirker for derved at gøre dem til kardinaler. Fra 1130 har kardinalerne haft eneret til at vælge paven, og siden 1389 har de altid valgt paven af deres egen midte, dvs. paven har selv været kardinal.
I 1586 blev antallet af kardinaler fastsat til 70. Pave Johannes 23. ophævede dog denne regel, og i hans tid nåede antallet op på over 80. Hans efterfølger pave Paul 6. bestemte, at antallet af kardinaler under 80 år (dvs. de kardinaler, som deltager i pavevalget) ikke måtte være større end 120, og hans efterfølgere har overholdt denne bestemmelse.